# Perisphaeria bicolor
Perisphaeria bicolor är en kackerlacksart som först beskrevs av Henri Saussure och Leo Zehntner 1895.  Perisphaeria bicolor ingår i släktet Perisphaeria och familjen jättekackerlackor. Inga underarter finns listade i Catalogue of Life.